# (32859) 1993 EL
1993 EL (asteroide 32859) é um asteroide da cintura principal. Possui uma excentricidade de 0.33950660 e uma inclinação de 15.94612º.
Este asteroide foi descoberto no dia 15 de março de 1993 por Timothy B. Spahr em Catalina Station.